# 정안중학교
정안중학교(正安中學校)는 대한민국 충청남도 공주시 정안면 내촌리에 있는 공립 중학교이다.

## 학교 연혁
- 1954년 7월 22일 : 정안중학교 설립 인가
- 1954년 12월 1일 : 개교
- 2012년 3월 1일 : 3학급 편성 인가
- 2024년 3월 1일 : 제29대 정현철 교장 부임
- 2024년 3월 4일 : 제72회 입학식 (15명)
- 2025년 1월 9일 : 제70회 졸업생 19명 (총 8,110명)
- 2025년 3월 4일 : 제73회 입학식 (7명)

## 참고 자료
- 정안중학교 - 한국교육학술정보원 학교알리미